# 陳九德 (萬曆進士)
陳九德（1552年—1585年），字懋夫，號鸿麓，福建鎮海衛人，軍籍，明朝政治人物。

## 生平
萬曆十年（1582年）壬午科福建鄉試第四十一名舉人，萬曆十一年（1583年）聯捷癸未科會試第一百五十九名，第三甲第九十八名進士。户部觀政，本年授浙江秀水縣知縣，十三年卒於官

## 家族
曾祖陳禎祥；祖父陳漢傑；父陳道畿。母方氏；繼母黃氏。慈侍下。兄九叙。弟九畧、九州。